# Neesioscyphus bicuspidatus
Neesioscyphus bicuspidatus là một loài rêu trong họ Balantiopsaceae. Loài này được Stephani Grolle mô tả khoa học đầu tiên năm 1966.